# مسرح الصم
المسرح الصامت أو مسرح الصم هو شكل بديل من أشكال المسرح، يتعاون فيه ممثلون وممثلات من الصم. يستخدم المؤدون الفضاء المفتوح، ويعتمدون على الإيماءات والرقص ولغة الإشارة في الأداء أمام الجمهور. وتقوم فرق الإنتاج بإنتاج عروض بلغة الإشارة الخاصة بها، وتختار العديد من الفرق إشراك مؤدين من الصم وآخرين من السامعين لتقديم تجربة لغوية مزدوجة، بينما تقدم بعض الفرق عروضًا بلغة الإشارة فقط.

## شركات بارزة وتاريخ المسرح الصامت

### الولايات المتحدة
في عام 1967، تأسس أول مسرح للصم في الولايات المتحدة تحت اسم المسرح الوطني للصم. أُنشئ هذا المسرح بعد عرض مسرحي في برودواي عام 1959 بعنوان صانعة المعجزات، والذي يتناول قصة هيلين كيلر ومعلمتها آن سوليفان. قررت مصممة الإضاءة والممثلة الرئيسية في ذلك العرض استكشاف كيفية استخدام لغة الإشارة الأمريكية في الفن. تأسست الفرقة رسميًا عام 1967 إلى جانب مدرسة للدراما. وفي العام التالي، أُسس "مسرح الصغار للصم" الموجه للأطفال الصم. ومع توقف التمويل الفيدرالي لاحقًا، ركّزت الفرقة جهودها بشكل أساسي على مجموعة الأطفال.
في عام 1979، تأسس مسرح نيويورك للصم على يد فنانين صم أرادوا تقديم عروض بلغة الإشارة الأمريكية في مدينة نيويورك.
وفي عام 1991، تأسس مسرح الصم الغرب، وهو معروف بإنتاجه لمسرحيتي ربيع الصحوة والنهر الكبير. عادةً ما تشمل عروضه ممثلين صم وسامعين، وغالبًا ما يُسند دور واحد لممثلين اثنين (صم وسامعين) لدمج اللغتين في الأداء.

### روسيا
في عام 1919، اجتمع عدد من الممثلين الصم لتشكيل نادٍ للأداء المسرحي. وبعد خمس سنوات، حصل النادي على مكان يتسع لـ300 مقعد. بدأ النادي في تقديم أعمال لتشيخوف وكتّاب مسرحيين آخرين، وجال خلال ثلاثينيات القرن العشرين تحت اسم "مسرح موسكو للصم". ولا يُعرف إن كان لا يزال قائمًا بعد الحرب العالمية الثانية.
في عام 1957، موّلت الحكومة الروسية عددًا من المشاريع الثقافية ما بعد الحرب، من بينها إنشاء استوديو مسرحي للصم أطلق عليه لاحقًا اسم "مسرح الإشارة والإيماء"، ولا يزال يحمل هذا الاسم. وفي منتصف الستينيات، بدأ الممثلون يتلقون تدريبًا احترافيًا داخل الاستوديو.
في عام 2003، تأسس مسرح "نيدوسلوف"، وهو مسرح جديد يضم فقط مؤدين صم وضعاف سمع، وقد شارك في مهرجانات دولية.

### المملكة المتحدة
في النصف الثاني من القرن التاسع عشر، قدمت مجموعات مسرحية عروضًا لشكسبير بلغة لغة الإشارة البريطانية (BSL). بدأ ذلك في مانشستر عام 1865 بعرض هنري الرابع. وفي عام 1886، قُدم عرض لمسرحية هاملت أمام جمهور بلغ حوالي 600 شخص.
تلقت بات كيسل تدريبًا في فن الإيماء بالجامعة. وفي عام 1960، أنشأت مع أورسولا إيسون مجموعة الإيماء التابعة للمعهد الملكي الوطني للصم، مما أتاح فرصًا للممثلين الصم. بحلول عام 1969، تحولت هذه المجموعة إلى "المسرح البريطاني للصم" الذي استمر في العمل حتى سبعينيات القرن العشرين وكان يقدم برامج صيفية للشباب الصم.
في عام 2001، تأسست فرقة مجموعة سايندانس، وهي امتداد لفرقة سابقة منذ 1987. تقدم هذه الفرقة عروضًا متجولة وتعمل على تمكين الفنانين الصم وذوي الإعاقة.
في عام 2002، تأسس مسرح ديفنتلي. على يد بولا غارفيلد التي شعرت بالإحباط من نقص العروض المسرحية المتاحة للصم. تستخدم الشركة أسلوبًا ثنائي اللغة يجمع بين الإنجليزية المنطوقة وBSL، وتنتج عروضًا لجميع الأعمار، وقدمت عروضًا حتى على مسرح غلوب.

### فنلندا
تأسست مسرحية تياتري توتي عام 1987، وكانت المسرح الوحيد للصم في البلاد. في البداية كانت تابعة لمنظمة أخرى، لكنها أصبحت تعمل بشكل مستقل منذ عام 2015. وفي عام 2006، بدأت تياتري توتي في تلقي دعم مالي من الدولة.
يُقدّم معظم الإنتاجات بلغة الإشارة الفنلندية، مع بعض العروض بلغة الإشارة السويدية، وهما لغتان تنحدران من أصل مشترك. وقد قدّمت الشركة أول أوبرا بلغة الإشارة في العالم عام 2008، حيث استخدم الممثلون إشارات مبالغ بها لتقليد تعبيرات مغني الأوبرا.
أسست الشركة علاقات مع المسرح الوطني الفنلندي. وفي عام 2020، شاركت تياتري توتي مع أربع شركات أخرى في مشروع دولي لفنون الأداء للصم.

### النرويج
بدأت الجمعية النرويجية للصم بتنظيم أيام ثقافية سنوية منذ عام 1967، تضمنت عروضاً بلغة الإشارة. وكانت ميرا زوكيرمان ممثلة بارزة خلال هذه الفترة وأصبحت أول ممثلة محترفة صماء في البلاد. وفي عام 1997، بدأت دراسة حول المسرح بلغة الإشارة، ما أدى إلى إنشاء أول مسرح للصم في البلاد.
بدأ "تياتير مانو" في عام 1999 بمبادرة من مدرسة ثانوية ومركز للصم لإنشاء مسرح محترف بلغة الإشارة. وبعد عامين من العروض التجريبية، حصلت المؤسسة على تمويل حكومي وتم تثبيتها رسمياً في العاصمة أوسلو.
يمتدح موقعهم الرسمي جودة العروض التي يقدمونها، والتي تشمل ترجمات أحادية اللغة للنصوص الكلاسيكية. كما أن المسرح يتعاون منذ بداياته مع المسرح الوطني السويدي المتنقل.

### فرنسا
تأسس المسرح البصري الدولي عام 1977، وما زال يعمل حتى اليوم. أنشأه أمريكي أصم ومخرج فرنسي مهتم بالأداء غير اللفظي. ويتبع المسرح نموذجاً ثنائياً، حيث يُستخدم كل من لغة الإشارة الفرنسية (LSF) واللغة الفرنسية في نصف العروض تقريباً، بينما النصف الآخر يكون دون أي لغة منطوقة.
كانت "مدرسة المسرح العالمية" أول مدرسة مسرحية أوروبية تقدم برنامجاً خاصاً بلغة الإشارة. وهو مسار دراسي مدته سنتان أُسس عام 2013 من قِبل ممثلين صم.

### هولندا
في عام 1979، منحت مؤسسة المسرح البصري للصم فرصاً للمشاركة في مشاريع صغيرة. في نفس الفترة، بدأ الاهتمام في الخارج يزداد بمسرح الصم القومي الأمريكي. وفي عام 1983، ظهر برنامج تدريبي لتأهيل الصم ليصبحوا معلمي مسرح. وكان "كوپري" أول من تخرج من هذا البرنامج عام 1988. بعد مؤتمر دولي حول الصمم والثقافة المرتبطة به، تم تأسيس المسرح رسمياً من قبل كوپري وإيميريك وآخرين.
في عام 1990، تأسست شركة "هاندثياتر"، والتي كانت تؤدي عروضها حصرياً بلغتي لغة الإشارة الهولندية والهولندية. وفي السبعينيات، بدأ اثنان من المؤدين الصم تقديم عروض حية معظمها عبر المايم. وكانا هما ويم إيميريك وجان كوپري يرغبان في تقديم أعمال بلغة الإشارة الهولندية، لكنها لم تكن معروفة على نطاق واسع آنذاك.
في عام 1996، تمكنت الشركة من امتلاك مكان خاص بها للتدريب والعروض. لكنها واجهت صعوبات مالية متقطعة، واضطرت لفقدان مقرها الأصلي والانتقال في أوائل الألفية. وبحلول عام 2015، نُقلت مكاتبها إلى موقع أصغر، وبعد رفض تمويل إضافي، أعلنت إغلاقها في احتفال الذكرى الـ25 لتأسيسها.

### السويد
في عام 1970، تأسس تِيست تياتر كأول مسرح للصم في السويد. ومنذ عام 1977، أصبح جزءاً من شركة موجودة تُعرف باسم المسرح الوطني السويدي المتنقل.
ترجمة اسم "تِيست تياتر" تعني "المسرح الصامت". وفي عام 2020، تم تغيير الاسم إلى المسرح الملكي. وفي عام 2008، أضافت الشركة قسماً للشباب لتمكين الشباب الصم من ممارسة الفنون.
وتذكر الشركة أنها تجعل الفنون الدرامية متاحة للجمهور السامع وغير الملم بلغة الإشارة من خلال ترجمة العروض أو توفير التفسير الصوتي أو حلول مبتكرة أخرى.

### أستراليا
في عام 1973، تعاون نِك نيري مع جمعية للصم لإنشاء مسرح هاوٍ، أصبح يُعرف باسم "مسرح نيو ساوث ويلز للصم" (NSW TOD)، أو نادي الدراما للصم. وفي عام 1978، وبعد تلقي تدريب تقني وتعليمي، تحوّل إلى شركة محترفة.
بدأت المجموعة في استقطاب ممثلين محترفين لتُعرف فقط باسم "مسرح الصم"، بينما استمر NSW TOD بالعمل بشكل منفصل حتى عام 1982.
وفي عام 1995، أصبح يُعرف باسم "المسرح الأسترالي للصم"، واستمر على هذا النحو لمدة 15 عاماً مع جولات وطنية وورش مسرحية تعليمية. منذ عام 2011، بدأ التعاون مع مؤسسة "آرتس آكسِس فيكتوريا". وفي عام 2018، انتهت أنشطة ATOD، لكنهم ما زالوا نشطين على وسائل التواصل الاجتماعي في الترويج للفرص المسرحية للممثلين الصم.
تأسس "مسرح كوينزلاند للصم" في عام 1975 وأُغلق بشكل مفاجئ في عام 2005. وبين عامي 1970 و2000، وُجدت شركات مسرحية أخرى لفترات تتراوح بين سنتين و30 سنة، مثل "مسرح فيكتوريا للصم" و"مسرح الإيماءات للصم".
تأسست شركة "ديڤرنت ثياتر" عام 2016 وما تزال تعمل حتى اليوم.

### شركات أخرى
"نا لاجا’ات" هي شركة إسرائيلية للمؤدين الصم والمكفوفين والمصابين بالصمم والعمى معاً.

## التحديات
يتكون المسرح غالباً من الرقص، الموسيقى، والتمثيل. يمكن للرقص والحركة أن يرويا قصة بمفردهما، لكن غالباً ما يتم تعزيزها بالأغاني والمؤثرات الصوتية. ويعتمد التمثيل غالباً على النطق وتعبيرات الوجه، بينما يُروى محتوى المسرحيات الغنائية عن طريق الغناء، وهو وسيط يصعب الوصول إليه بالنسبة للصم. وبسبب اعتماد المسرح على الوسائل الشفهية، فإنه غالباً ما يكون غير متاح لجمهور الصم.